# Liste des députés de la législature 2009-2013 de la Chambre des députés du Luxembourg
- Gouvernement (39) :
- CSV (26)
- LSAP (13)
- Opposition (21) :

Diagramme de la Chambre des députés luxembourgeoise au 28 juillet 2009 :
CSV (26)
LSAP (13)
DP (9)
Gréng (7)
ADR (4)
Lénk (1)

Cet article donne la liste des 60 députés luxembourgeois de la législature 2009-2013 de la Chambre des députés du Luxembourg.

## Méthodologie

Circonscriptions électorales du Luxembourg.

La répartition politique des députés siégeant à la Chambre reflète les résultats électoraux, mais leur représentation géographique est prédéterminée : parmi les 60 députés, 23 viennent de la circonscription Sud, 21 du Centre, 9 du Nord et 7 de l’Est.
La liste recense les députés siégeant à la Chambre des députés, soit élus à l'issue des élections législatives du 7 juin 2009, soit remplaçant les élus ayant été nommés au gouvernement ou décédés. Pour chaque député, la liste précise sa circonscription d'élection ainsi que le parti auquel il appartient. Sauf indication contraire, les députés siégeant ont été élus lors des élections législatives de juin 2009.
Lors de la nomination au gouvernement ou du décès d'un député, son suppléant devient député. En outre, les ministres élus quittant le gouvernement peuvent retrouver leur siège.

## Groupes parlementaires et sensibilités politiques
La Chambre des députés compte quatre groupes parlementaires et deux sensibilités politiques.
|  |  | Groupes parlementaires et sensibilités politiques                                        | Membres                     | Président                                                                                     | Positionnement |  |
|  |  | ---------------------------------------------------------------------------------------- | --------------------------- | --------------------------------------------------------------------------------------------- | -------------- |  |
|  |  | Parti populaire chrétien-social (lb) Chrëschtlech-Sozial Vollekspartei                   | 26                          | Jean-Louis Schiltz (2009-2011) Lucien Thiel (2011) Marc Spautz (2011-2013) Gilles Roth (2013) | Gouvernement   |  |
|  |  | Parti ouvrier socialiste luxembourgeois (lb) Lëtzebuerger Sozialistesch Aarbechterpartei | 13                          | Lucien Lux                                                                                    | Gouvernement   |  |
|  |  |                                                                                          |                             |                                                                                               |                |  |
|  |  | Parti démocratique (lb) Demokratesch Partei                                              | 9                           | Xavier Bettel                                                                                 | Opposition     |  |
|  |  | Les Verts (lb) déi gréng                                                                 | 7                           | François Bausch                                                                               | Opposition     |  |
|  |  | Parti réformiste d'alternative démocratique (lb) Alternativ Demokratesch Reformpartei    | 4 (2009-2012) 2 (2012-2013) | -                                                                                             | Opposition     |  |
|  |  | La Gauche (lb) déi Lénk                                                                  | 1                           | -                                                                                             | Opposition     |  |
|  |  | Indépendants                                                                             | 2 (2012-2013)               | -                                                                                             | Opposition     |  |

## Composition de la Chambre des députés

### Liste des députés
Le 28 juillet 2009, Laurent Mosar est élu président de la Chambre des députés. Les vice-présidents de la Chambre sont Michel Wolter (CSV), Lydia Mutsch (LSAP) et Lydie Polfer (DP).
| Photos | Député               | Circonscription | Parti | Parti       |
| ------ | -------------------- | --------------- | ----- | ----------- |
|        | Alex Bodry           | Sud             |       | LSAP        |
|        | Michel Wolter        | Sud             |       | CSV         |
|        | Lydia Mutsch         | Sud             |       | LSAP        |
|        | Nancy Kemp-Arendt    | Sud             |       | CSV         |
|        | Félix Eischen        | Sud             |       | CSV         |
|        | Gilles Roth          | Sud             |       | CSV         |
|        | Christine Doerner    | Sud             |       | CSV         |
|        | Claude Meisch        | Sud             |       | DP          |
|        | Lucien Lux           | Sud             |       | LSAP        |
|        | Claudia Dall'Agnol   | Sud             |       | LSAP        |
|        | Félix Braz           | Sud             |       | Gréng       |
|        | Gaston Gibéryen      | Sud             |       | ADR         |
|        | Eugène Berger        | Sud             |       | DP          |
|        | Fernand Boden        | Est             |       | CSV         |
|        | Marie-Josée Frank    | Est             |       | CSV         |
|        | Henri Kox            | Est             |       | Gréng       |
|        | Carlo Wagner         | Est             |       | DP          |
|        | Laurent Mosar        | Centre          |       | CSV         |
|        | Xavier Bettel        | Centre          |       | DP          |
|        | Martine Stein-Mergen | Centre          |       | CSV         |
|        | Paul-Henri Meyers    | Centre          |       | CSV         |
|        | Marcel Oberweis      | Centre          |       | CSV         |
|        | François Bausch      | Centre          |       | Gréng       |
|        | Anne Brasseur        | Centre          |       | DP          |
|        | Lydie Polfer         | Centre          |       | DP          |
|        | Ben Fayot            | Centre          |       | LSAP        |
|        | Viviane Loschetter   | Centre          |       | Gréng       |
|        | Jean-Pierre Klein    | Centre          |       | LSAP        |
|        | Claude Adam          | Centre          |       | Gréng       |
|        | Jacques-Yves Henckes | Centre          |       | Indépendant |
|        | Ali Kaes             | Nord            |       | CSV         |
|        | Lucien Weiler        | Nord            |       | CSV         |
|        | Fernand Etgen        | Nord            |       | DP          |
|        | Camille Gira         | Nord            |       | Gréng       |
|        | André Bauler         | Nord            |       | DP          |
|        | Jean Colombera       | Nord            |       | Indépendant |
|        | Fernand Kartheiser   | Sud             |       | ADR         |
|        | Sylvie Andrich-Duval | Sud             |       | CSV         |
|        | Roger Negri          | Sud             |       | LSAP        |
|        | Norbert Haupert      | Sud             |       | CSV         |
|        | Robert Weber         | Sud             |       | CSV         |
|        | Lucien Clement       | Est             |       | CSV         |
|        | Léon Gloden          | Est             |       | CSV         |
|        | Ben Scheuer          | Est             |       | LSAP        |
|        | Raymond Weydert      | Centre          |       | CSV         |
|        | Marc Lies            | Centre          |       | CSV         |
|        | Marc Angel           | Centre          |       | LSAP        |
|        | Fernand Diederich    | Centre          |       | LSAP        |
|        | Jean-Paul Schaaf     | Nord            |       | CSV         |
|        | Emile Eicher         | Nord            |       | CSV         |
|        | Claude Haagen        | Nord            |       | LSAP        |
|        | Diane Adehm          | Centre          |       | CSV         |
|        | Tessy Scholtes       | Centre          |       | CSV         |
|        | Josée Lorsché        | Sud             |       | Gréng       |
|        | Serge Wilmes         | Centre          |       | CSV         |
|        | Serge Urbany         | Sud             |       | Lénk        |
|        | Georges Engel        | Sud             |       | LSAP        |
|        | Alexandre Krieps     | Centre          |       | DP          |
|        | Roland Schreiner     | Sud             |       | LSAP        |
|        | Pierre Mellina       | Sud             |       | CSV         |

### Mandats clos en cours de législature
Les élus suivants ont mis fin prématurément à leur mandat.
| Photos | Député                 | Circonscription | Parti | Parti | Raison                          | Date             | Remplaçant           |
| ------ | ---------------------- | --------------- | ----- | ----- | ------------------------------- | ---------------- | -------------------- |
|        | Tania Gibéryen         | Sud             |       | ADR   | Démission                       | 12 juin 2009     | Fernand Kartheiser   |
|        | Jean-Claude Juncker    | Sud             |       | CSV   | Nomination dans le gouvernement | 23 juillet 2009  | Sylvie Andrich-Duval |
|        | Jean Asselborn         | Sud             |       | LSAP  | Nomination dans le gouvernement | 23 juillet 2009  | Roger Negri          |
|        | François Biltgen       | Sud             |       | CSV   | Nomination dans le gouvernement | 23 juillet 2009  | Norbert Haupert      |
|        | Mars Di Bartolomeo     | Sud             |       | LSAP  | Nomination dans le gouvernement | 23 juillet 2009  | Vera Spautz          |
|        | Jean-Marie Halsdorf    | Sud             |       | CSV   | Nomination dans le gouvernement | 23 juillet 2009  | Robert Weber         |
|        | Octavie Modert         | Est             |       | CSV   | Nomination dans le gouvernement | 23 juillet 2009  | Lucien Clement       |
|        | Françoise Hetto-Gaasch | Est             |       | CSV   | Nomination dans le gouvernement | 23 juillet 2009  | Léon Gloden          |
|        | Nicolas Schmit         | Est             |       | LSAP  | Nomination dans le gouvernement | 23 juillet 2009  | Ben Scheuer          |
|        | Luc Frieden            | Centre          |       | CSV   | Nomination dans le gouvernement | 23 juillet 2009  | Raymond Weydert      |
|        | Claude Wiseler         | Centre          |       | CSV   | Nomination dans le gouvernement | 23 juillet 2009  | Marc Lies            |
|        | Jeannot Krecké         | Centre          |       | LSAP  | Nomination dans le gouvernement | 23 juillet 2009  | Marc Angel           |
|        | Mady Delvaux-Stehres   | Centre          |       | LSAP  | Nomination dans le gouvernement | 23 juillet 2009  | Fernand Diederich    |
|        | Marie-Josée Jacobs     | Nord            |       | CSV   | Nomination dans le gouvernement | 23 juillet 2009  | Jean-Paul Schaaf     |
|        | Marco Schank           | Nord            |       | CSV   | Nomination dans le gouvernement | 23 juillet 2009  | Emile Eicher         |
|        | Romain Schneider       | Nord            |       | LSAP  | Nomination dans le gouvernement | 23 juillet 2009  | Claude Haagen        |
|        | Jean-Louis Schiltz     | Centre          |       | CSV   | Démission                       | 1er mars 2011    | Diane Adehm          |
|        | Mill Majerus           | Centre          |       | CSV   | Mort en fonction                | 1er avril 2011   | Tessy Scholtes       |
|        | Jean Huss              | Sud             |       | Gréng | Démission                       | 5 juillet 2011   | Josée Lorsché        |
|        | Lucien Thiel           | Centre          |       | CSV   | Mort en fonction                | 25 août 2011     | Serge Wilmes         |
|        | André Hoffmann         | Sud             |       | Lénk  | Démission                       | 15 novembre 2011 | Serge Urbany         |
|        | Lydie Err              | Sud             |       | LSAP  | Démission                       | 31 janvier 2012  | Georges Engel        |
|        | Paul Helminger         | Centre          |       | DP    | Démission                       | 8 octobre 2012   | Alexandre Krieps     |
|        | Vera Spautz            | Sud             |       | LSAP  | Démission                       | 15 novembre 2012 | Roland Schreiner     |
|        | Marc Spautz            | Sud             |       | CSV   | Nomination dans le gouvernement | 30 avril 2013    | Pierre Mellina       |